# Boris Smiljanić
Pour les articles homonymes, voir Smiljanić.
Boris Smiljanić, né le 28 septembre 1976 à Baden en Suisse, est un footballeur international suisse d'origine croate qui joue au poste de défenseur.

## Biographie
Boris Smiljanic naît le 28 septembre 1976 à Baden, de parents croates employés chez ABB.

## Palmarès
- Champion de Suisse : 2001, 2004

## Parcours d'entraîneur
- 2017-2019 :  FC Schaffhouse
- 2022-2023 :  FC Aarau